# Charles-Henri de Gleichen
Karl Heinrich von Gleichen, né le 27 novembre 1733 à Goldkronach et mort le 5 avril 1807 à Ratisbonne, est un diplomate et mémorialiste allemand.

## Biographie
Gleichen a fait des études vers 1750 à l’université de Leipzig, où il a passé deux années stimulantes dans le cercle de Christian Fürchtegott Gellert, dont il est devenu l’ami. Retourné à Bayreuth en 1752, il a été, de nouveau, gentilhomme de la chambre du margrave de Bayreuth.
À l’automne de la même année, il a entrepris son Grand Tour, accompagné de son ami le poète Johann Friedrich von Cronegk. Après l’Italie, il a visité, pour la première fois Paris, en 1753, nouant des contacts avec, entre autres, Françoise de Graffigny.
De retour à Bayreuth, il est devenu gentilhomme de la margravine Wilhelmine, la sœur du roi de Prusse Frédéric-Guillaume Ier. Celle-ci, qui appréciait la personnalité pleine d’esprit du jeune homme déjà très expérimenté et grand voyageur, ainsi que ses relations à Paris, entretenues par un vif échange de lettres avec des amis à Paris et à qui il a dû une de ses premières missions diplomatiques, lorsque Voltaire a été honteusement arrêté à Francfort, et que la margravine a essayé de le libérer.
Promu chambellan, jouissant désormais de la confiance de la margravine, il l’a accompagnée, en 1755, en Italie dans un voyage via Venise et Florence jusqu’à Rome, et, en 1756, il a été renvoyé à Rome, chargé, entre autres, par la margravine d’acquérir des œuvres d’art et de faire des démarches auprès du pape, qui l’ont obligé à un assez long séjour.
Un incident étant survenu à propos d’une remarque moqueuse à propos de la margravine faite par le futur ministre français des Affaires étrangères Étienne-François de Choiseul, dont il était l’invité dans sa villa de Frascati, et à laquelle il réagit vivement, la duchesse de Choiseul apaisa le conflit et, dès lors, il a bénéficié de la confiance et de l’amitié de Choiseul, qu’il fréquentera plus tard Paris. Il était également ami de la duchesse de Choiseul et d’autres membres de leur cercle comme l’abbé Barthélemy.
En 1758, il est retourné à Bayreuth via Avignon, Genève et Stuttgart et la même année, sur la recommandation de son vieil ami à Paris, le duc de Choiseul, qui venait d’être nommé ministre des Affaires étrangères, devient l’envoyé du margrave à Paris, ce qui lui a permis de se réinstaller à Paris et de retrouva ses vieux amis, surtout la duchesse.
À la suite d’un changement dans la politique de Bayreuth, qui aurait de toute façon conduit à son limogeage, il a quitté le service de Bayreuth au printemps 1759, et quitté Paris après n’y avoir passé que neuf mois. Désormais autorisé à porter le titre de baron, à la suite d’une lettre de Louis XV au margrave, à l’instigation de Choiseul, il s’est rendu, sur la recommandation de ce dernier, en aout 1759, à Copenhague, où il a trouvé un emploi au service du Danemark, qui, certes ne comblait pas ses espoirs de poste à Paris.
En 1760, il a été nommé ambassadeur du Danemark à Madrid, où il est resté trois ans, jusqu’à ce que, après la fin de la guerre de Sept Ans, des efforts soient faits que l’ami de la famille de Choiseul soit enfin nommé ambassadeur du Danemark en France, en 1763. Il y avait d’ailleurs la même tâche à résoudre que lorsqu’il servait Bayreuth, à savoir percevoir les subsides dus par la France au pays qu’il représentait. Il réussit à obtenir l’argent promis par la France au Danemark après la paix d’Hubertsbourg.
Ses succès politiques, de même que ceux de sa personnalité, qui avaient marqué le roi du Danemark Christian VII, lorsqu’il avait pu l’approcher, lors de sa visite à Paris, qui avait également été couronnée de succès grâce à lui , ne le protégeaient cependant pas contre les intrigues de cour à Copenhague. Ayant suscité le mécontentement de Bernstorff, il est rappelé, en octobre 1770, et transféré à Naples en juillet comme ambassadeur du Danemark.
L’année suivante, le Danemark ayant abandonné ce poste diplomatique, il s’est retrouvé sans emploi, même s’il avait prévu de rester un moment à Naples, où il avait retrouvé son ami l’abbé Galiani. Que Choiseul soit tombé en disgrâce presque en même temps était une mauvaise coïncidence pour lui, car il voulait, à cette époque, entrer dans la fonction publique française par l’intermédiaire de ce dernier. Resté un an seulement à Naples, il a refusé d’être à nouveau rétrogradé à Stuttgart et il a démissionné de son poste au Danemark, toujours sans pouvoir percevoir la pension qui lui était due, car ce pays ne voulait lui verser une pension que s’il s’y installait.
Son père, dont il était l’unique héritier, étant mort en 1761, il ne dépendait de personne et était indépendant. Ses projets d’avenir diplomatique en France évaporés avec la disgrâce de Choiseul, il a voyagé, de 1771 à 1779, en Suisse, en Italie, aux Pays-Bas, en Angleterre et en France, mais de préférence à Paris. Il a également rendu visite, entre autres, à ce dernier, dans sa propriété de campagne de Chanteloup.
À Paris, il a fréquenté les salons de Marie Du Deffand et Marie-Thérèse Geoffrin et rencontrant Beaumarchais, Mirabeau, Buffon, Marmontel, Denis Diderot, D’Alembert et D’Holbach. Il a également rendu visite à Voltaire à Ferney et à Jean-Jacques Rousseau, à plusieurs reprises. En Angleterre, il a rencontré Horace Walpole et, en Rhénanie du Nord-Westphalie, François Hemsterhuis et Friedrich Heinrich Jacobi.
En 1779, attiré par la présence d’envoyés du Reichstag et d’autres diplomates, il s’est installé à Ratisbonne, où l’assemblée impériale avait formé un congrès diplomatique, jusqu’à la dissolution de l’empire en 1806. Il a aussi occasionnellement repris ses voyages, en dépit d’une santé peu robuste, pour visiter, à plusieurs reprises, les capitales française et autrichienne, jusqu’à ce que la maladie et la guerre l’empêchent de voyager.

## Mémoires
Il a laissé des mémoires très intéressants pour la connaissance de son époque. Dans ces mémoires, il décrit notamment le comte de Saint-Germain, qu’il a très bien connu à Paris, fasciné par son apparence, ainsi qu’Cagliostro, le Philosophe inconnu et Lavater. Il était généralement intéressé par les visions de fantômes et la magie, et a publié deux livres sur le sujet dans un allemand maladroit, qui contraste avec son français consommé. Il a écrit un ouvrage sur les hérésies métaphysiques, et il met en garde contre la dégénérescence de la franc-maçonnerie et du rosicrucianisme. Il fait une exception pour la loge des Amis Réunis à Paris, créée en 1773, dont il fait l’éloge, car il en faisait lui-même partie, ainsi qu’aux Illuminati. Il partage également un intérêt avec la margravine de Bayreuth en ce qui concerne la vision des fantômes. Walpole a loué son intégrité mais non sans lui reprocher une certaine superficialité en disant qu’il s’était noyé dans une cuillerée d’eau dans le but d’aller au fond des choses.

## Hommages
Un monument en son honneur, surmonté d’un sphinx, a été érigé devant le château de St. Emmeram, résidence des princes de Thurn et Taxis depuis 200 ans.

## Publications
- (de) Metaphysischen Ketzereien, 1791.
- (de) Glaubensmethode für Glaubensbedürftige, 1793.
- (de) Schöpfung durch Zahlen und Worte, etwas über Magie, Cabala und geheime Gesellschaften, 1792.
- (de) Etwas über die Tiere.
- (de) Tonkunst, Melodie und musikalische Expression.
- (de) Gedanken über verschiedene Gegenstände der Politik und freien Künste, 1797.
- (de) Anthropologische Diatribe eines Menschenkenners, 1797.
- (de) Über den Despotismus, 1794.
- (de) Lobsprüche und Bemerkungen über die vornehmsten Meister der italiänischen Musik, 1797.
- (de) Über die Baukunst, 1797.
- (de) Anmerkungen über die Malerei, 1797.
- (de) Versuch zu einem ewigen Frieden, 1796.
- Souvenirs de Charles-Henri Baron de Gleichen : précédés d'une notice par Paul Grimblot, Paris, Léon Techener fils, 1868, xlviii, 227, in-12 (OCLC 836576905, lire en ligne), p. 35.